# Boris Nicolaevsky

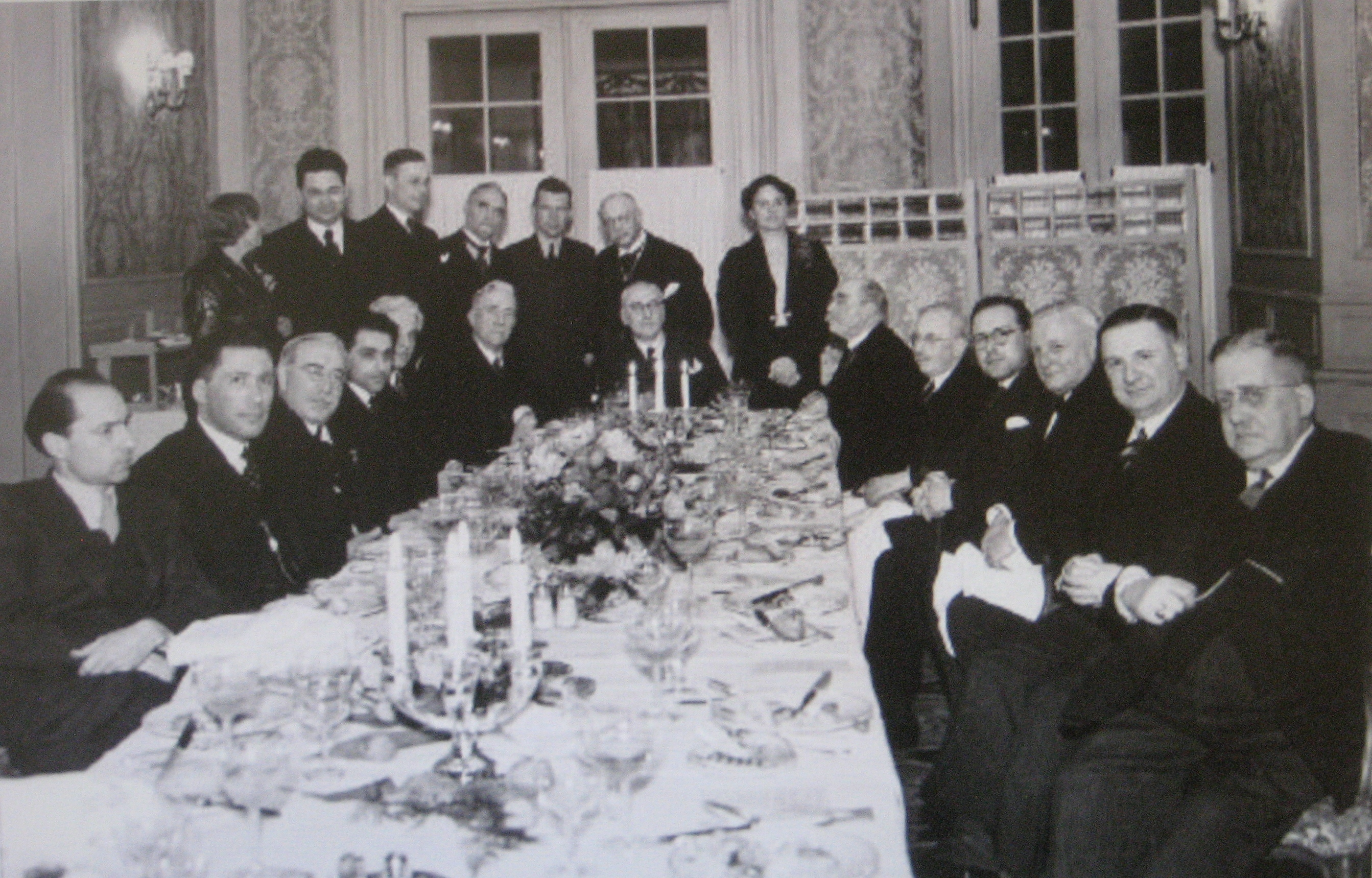
Jantar em Amsterdam (1937). Nicolaevsky em pé, 2º à esquerda

Boris Ivanovich Nicolaevsky (em russo:  Борис Иванович Николаевский) (1887-1966) foi um militante russo marxista revolucionário, arquivista e historiador. Nicolaevsky é mais lembrado como sendo um dos principais intelectuais públicos Menchevique do Século XX.

## Biografia

### Primeiros anos
Boris Nicolaevsky nasceu no dia 20 de outubro de 1887 N. S. em Belebey, Bashkiria, então parte do império russo.
Nicolaevsky, ainda jovem, se tornou um membro da ala Menchevique do Partido Operário Social-Democrata Russo  . Ele, então, foi preso oito vezes e mandado ao exílio na Sibéria três vezes pelo governo Czarista.

### Carreira política
Após a Revolução Russa de 1917, Nicolaevsky se tornou diretor doInstituto Marx-Engels em Moscou.
Sendo um Menchevique ativo, Nicolaevsky foi preso pela polícia secreta Soviética , em 1921, e deportado da Rússia Soviética em 1922. Posteriormente, ele mudou-se para Berlim, onde se associou ao Instituto Marx-Engels local, antes de se tornar o diretor do Instituto Internacional de História Social de Amsterdam, repositório de arquivos da Internacional Socialista.
Muitos indivíduos de vários segmentos políticos confiaram a ele seus arquivos. As negociações fracassadas da oferta soviética para comprar o acervo Marx-Engels e o roubo politicamente motivado dos arquivos de Trotsky, no escritório de Nicolaevsky, o afetaram severamente em 1936. Sua extensa coleção de documentos revolucionários passou a ser guardada pelo Instituto Hoover de arquivos em Palo Alto, Califórnia.
Nicolaevsky é o autor do livro  Karl Marx: Man and Fighter, publicado primeiramente na Alemanha em 1933. Foi traduzido para o inglês por Otto Mänchen-Helfen e publicado em 1936. Algumas edições inglesas subsequentes restauraram as notas, apêndices e bibliografias omitidas na primeira edição Inglesa.
Nicolaevsky emigrou para os Estados Unidos, em 1942, onde permaneceu até sua morte, palestrando em várias universidades Americanas e servindo como curador da Instituto Hoover de Arquivos.
Nicolaevsky também escreveu "Trabalho Forçado na Rússia Soviética", com David Dallin, publicado em 1948, o qual foi um dos primeiros livros a dar uma confiável e documentada contagem do tamanho do Sistema de campos de trabalho soviético.
Seus outros trabalhos incluem Power and the Soviet Elite and Assef the Spy. Ele também escreveu o ensaio "On the History of the Bolshevik Centre" e uma biografia não finalizada de Georgy Malenkov.

### Morte e Legado
Nicolaevsky morreu em 21 de Fevereiro de 1966, na cidade de Nova York. Ele tinha 78 anos à época de sua morte. Está enterrado no Cemitério Alta Mesa em Palo Alto, California